# GSC2413-4-1
GSC2413-4-1 — хімічно пекулярна зоря спектрального класу A2, що має видиму зоряну величину в смузі V приблизно 11,1.